# NGC 1281
NGC 1281 este o galaxie eliptică situată în constelația Perseu. A fost descoperită în 12 decembrie 1876 de către John Dreyer. Se află la o distanță de 93,33 de megaparseci de Pământ.